# Tržnica Banja Luka

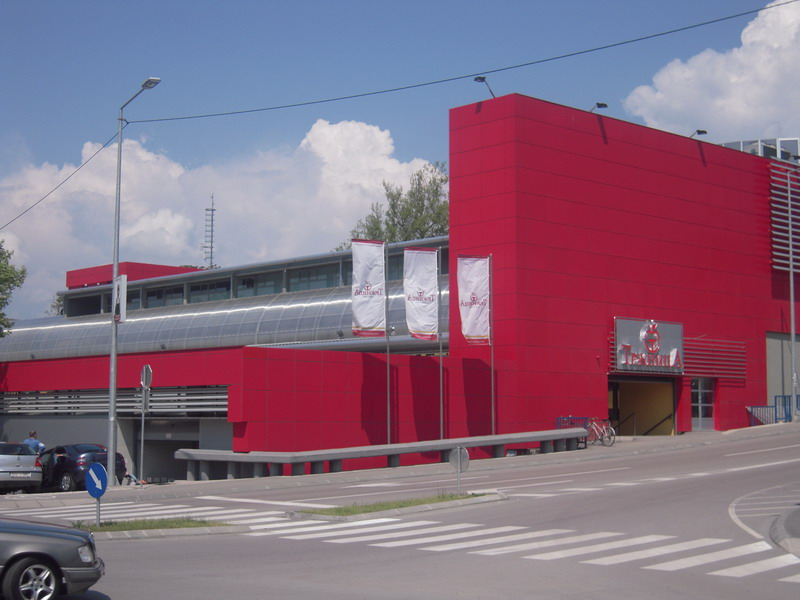
Le centre Tržnica de Banja Luka

Tržnica Banja Luka (code BLSE : TRZN-R-A) est une entreprise commerciale bosnienne qui a son siège social à Banja Luka, la capitale de la république serbe de Bosnie. Elle figure parmi les entreprises entrant dans la composition du BIRS, l'indice principal de la Bourse de Banja Luka.

## Activités
Tržnica Banja Luka, spécialisée dans le commerce de gros et de le commerce de détail, est une chaîne de magasins.

## Données boursières
Le 23 mars 2010, l'action de Tržnica Banja Luka valait 1,11 BAM (marks convertibles), soit 0,57 EUR.